# دموکراسی مستقیم
دموکراسی مستقیم یا مردم‌سالاری مستقیم نظامی است که مردم به طور مستقیم به تصمیمات حکومت مانند قبول یا رد قوانین رأی می‌دهند و از طریق پیشگامی شهروندان در فرایند پیشنهاد برای طرح‌ها و لوایح جدید مشارکت می‌کنند. تفاوت این نظام با نظام‌های دموکراسی معمول فعلی در جهان این است که مردم نماینده برای تصمیم‌گیری‌ها (مثلاً نماینده قوه مقننه برای تصویب قوانین) انتخاب نمی‌کنند، بلکه هر قانون مستقیماً به رای مردم گذاشته می‌شود و هر شهروند در موضوعاتی که مورد علاقهٔ اوست، از حق رای خود استفاده می‌کند.

## نمونه‌ها

### آتن باستان
گفته می‌شود که در ۵۰۰ (پیش از میلاد) در آتن نظامی بر مبنای مردم‌سالاری مستقیم وجود داشته‌است. اککلسیا مجمعی برای شرکت مستقیم مردم آتن در امور  شهرشان بود.

### سوییس
تنها مدعی دموکراسی مستقیم حاضر در جهان، در نظام اداره کانتون گلاروس و کانتون آپنتزل اینرهودن در کشور سوئیس وجود دارد.

### روژاوا(کردستان سوریه)
در مناطق کردنشین سوریه، که طی جنگ داخلی سوریه به صورت خودگردان اداره می‌شوند، یکی از پایه‌های حکومت دموکراسی مستقیم بوده‌است. در سیستم کنفدرالیسم دموکراتیک روژاوا، کانتون‌ها (شهرها) به صورت دموکراسی مستقیم اداره شده و در اتحادی کنفدرال با یکدیگر هستند.